# 雙喜街
雙喜街（英語：Sheung Hei Street）是一條位於香港九龍新蒲崗的街道，屬於「新蒲崗八街」之一，與大有街及三祝街接通。雙喜街為一條單線單程的U形街道，起讫大有街，位於大有街和彩虹道之間。由於雙喜街位處於新蒲崗工業區的關係，故整條街道鄰近的建築物大部份均為工業大廈，但只限於雙喜街東面行人路旁為工業大廈群。西面行人路旁為彩虹道遊樂場及彩虹道街市及熟食中心。

## 鄰近景物
- 彩虹道遊樂場
- 彩虹道街市及熟食中心